# Яхонтов, Степан Дмитриевич
Степа́н Дми́триевич Я́хонтов (19 [31] декабря 1853, Ухорь — 1942, Рязань) — историк, краевед и архивист; председатель Рязанской губернской учёной архивной комиссии.

## Биография
Родился 19 (31) декабря 1853 года в селе Ухорь Пронского уезда Рязанской губернии в семье сельского дьякона, был старшим из детей. Начальное образование получил у своего деда по материнской линии, священнослужителя и народного педагога — Николая Кирилловича Толпина, затем окончил Скопинское духовное училище, Рязанскую духовную семинарию (с золотой медалью), Московскую духовную академию (1880).
Стал преподавать в Екатеринославской, а с 1883 года — в Рязанской духовной семинарии.
С 1884 года он входил в состав Рязанской учёной архивной комиссии (РУАК), с 1894 года являлся бессменным редактором её «Трудов», а с 1905 года — председателем комиссии. Одновременно преподавал историю в рязанской Мариинской женской гимназии, епархиальном училище, частных гимназиях Зелятрова и Екимецкой. Позже Яхонтова пригласили стать своим действительным членом столичные исторические организации: Археологический институт, Московское военно-историческое общество, Общество любителей естествознания, антропологии и этнографии. Участвовал в разработке проекта архивной реформы, имевшей общегосударственное значение.

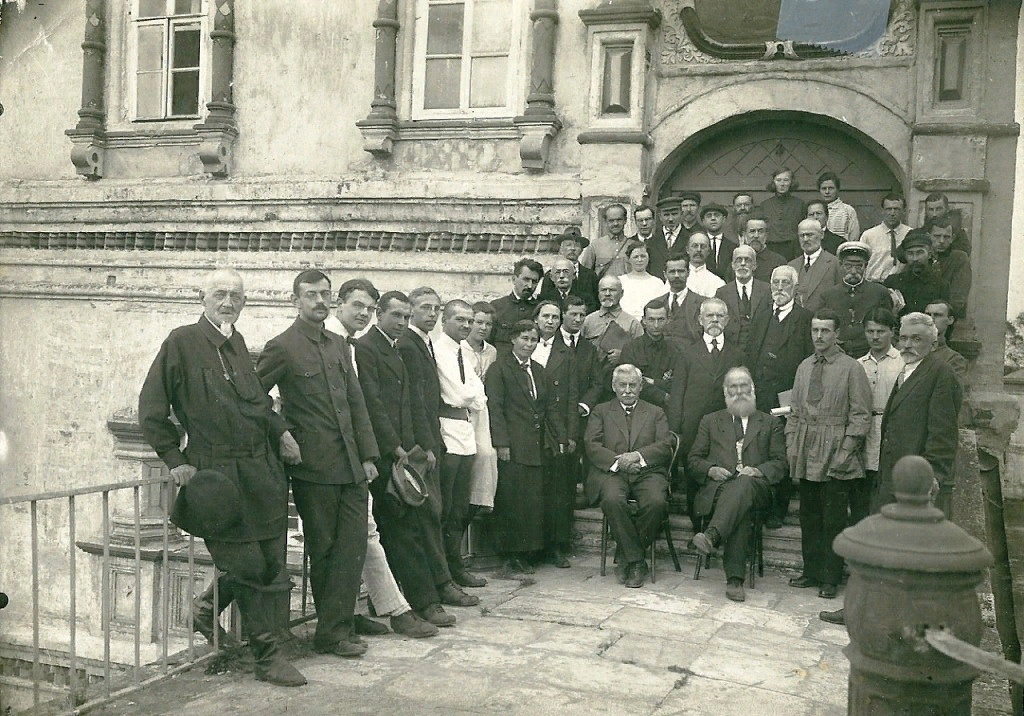
28 сентября-2 октября 1924 года 1-я областная конференция музейных работников Центрально-промышленной области. Рязанский кремль. В центре сидят В. А. Городцов и С. Д. Яхонтов, справа от них стоит Н. В. Говоров.

В послереволюционный период, 1917—1929 годов, он заведовал Рязанским архивом и одновременно был директором Рязанского краеведческого музея. Фактически Яхонтов был создателем и архива, и музея; в эти годы был собран максимум архивных дел и музейных экспонатов, написано множество статей по местной истории. Формирование научного краеведения продолжалось до тех пор, пока на представителей старой интеллигенции, краеведов, педагогов, музейных работников не начались гонения: в ночь на 13 декабря 1929 года С. Д. Яхонтов был доставлен в рязанскую тюрьму. Через четыре месяца его освободили под «домашнее наблюдение» ОГПУ, запретив в течение шести лет работать в органах Центрального архива. Отлучённый от научной работы, Яхонтов успел написать объёмные и чрезвычайно интересные мемуары: 15 толстых тетрадей, фактически — книг, которые, неопубликованные, доныне хранятся в его личном фонде в архиве.
Похоронен С. Д. Яхонтов на старом Скорбященском кладбище Рязани, там же, где жена и дети — один из его сыновей рано умер от детской болезни, другой погиб в Первую мировую войну.
В память Яхонтова с 2000 года в Рязани проводятся Яхонтовские чтения.

## Рекомендуемая литература
- Толстов В. А. Степан Дмитриевич Яхонтов (1853—1942). К 160-летию историка, археографа, педагога // Календарь знаменательных и памятных дат Рязанской области на 2013 год / Отв. ред. к.п.н. Н. Н. Гришина. — Рязань: Сервис, 2012. — С. 152—164.